# Унежма (река, впадает в Белое море)
У́нежма — река в Архангельской области России, протекает на северо-западе Онежского района. Длина реки — 44 км, площадь водосборного бассейна — 264 км².
Унежма вытекает из болота Ботаевский Мох на склонах Ветреного пояса. Течёт с юга на север. Несудоходна, порожиста. Устье реки находится на Поморском берегу, в восточной части губы Унежма Онежского залива Белого моря, в 1,2 мили к юго-западу от мыса Бранница (Ужний наволок). Крупнейшие притоки: Ледручей, Калморучей. В среднем течении реку пересекает мост железнодорожной ветки «Беломорск — Маленьга — Малошуйка — Обозерская».

## Данные водного реестра
Бассейновый округ — Двинско-Печорский бассейновый округ.
Водохозяйственный участок — реки бассейна Онежской губы от западной границы бассейна реки Унежма до северо-восточной границы бассейна реки Золотица без реки Онега.

## Топографические карты
- Лист карты P-37-1,2 Золотуха. Масштаб: 1 : 100 000. Указать дату выпуска/состояния местности.
- Лист карты P-37-3,4 Малошуйка. Масштаб: 1 : 100 000.